# Skořenice
Skořenice település Csehországban, az Ústí nad Orlicí-i járásban. Skořenice Borovnice, Choceň, Koldín, Běstovice, Kostelecké Horky és Bošín településekkel határos. Lakosainak száma 409 fő (2024. január 1.).

## Népesség
A település lakosságának változását az alábbi diagram mutatja:
| Lakosok száma | 489  | 503  | 547  | 500  | 394  | 431  | 400  | 404  | 373  | 409  |
|               | 1869 | 1900 | 1921 | 1961 | 1980 | 2011 | 2016 | 2019 | 2021 | 2024 |